# 電報電話局

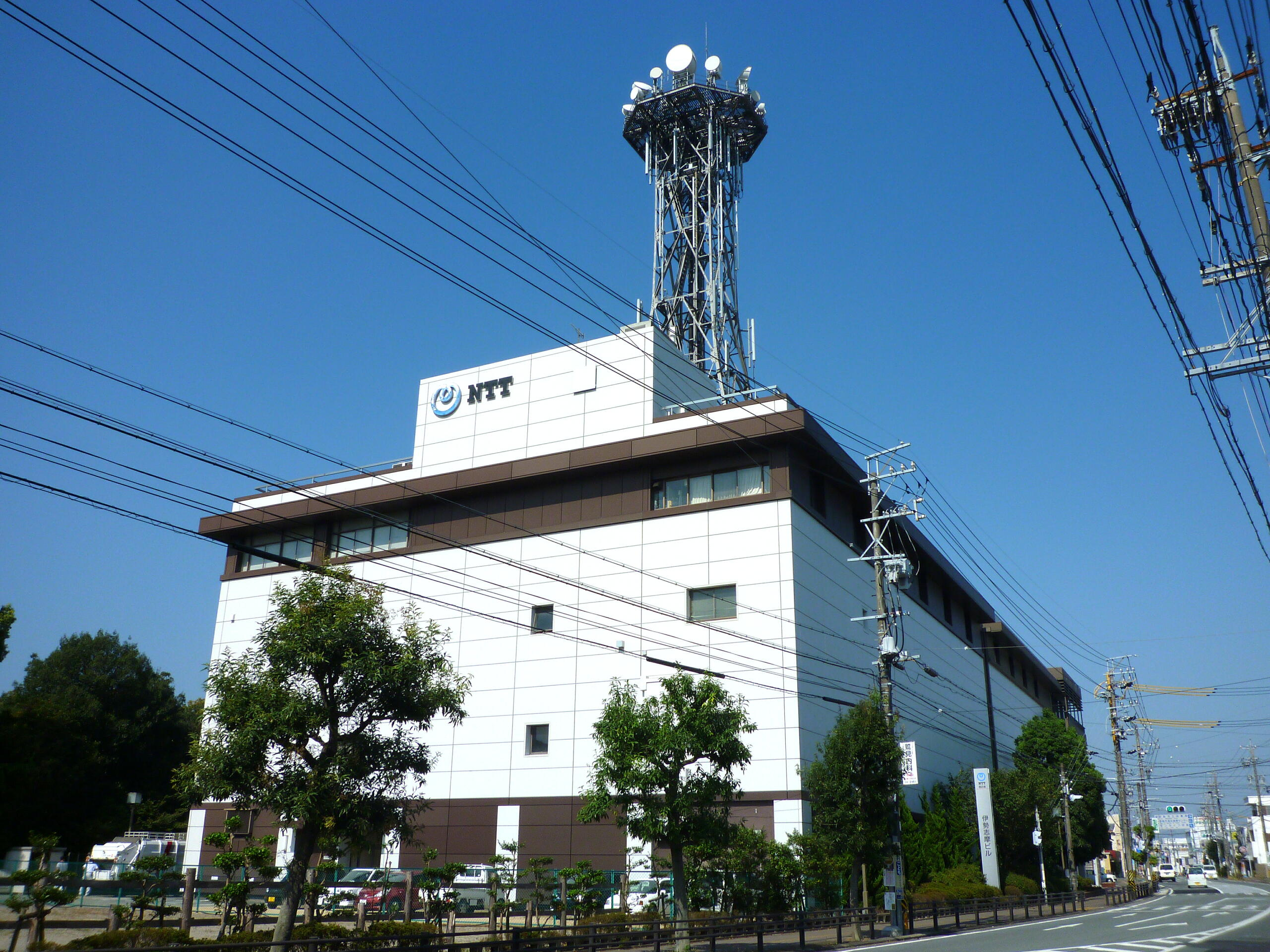
伊勢電報電話局
（三重県伊勢市、現・NTT伊勢志摩ビル）

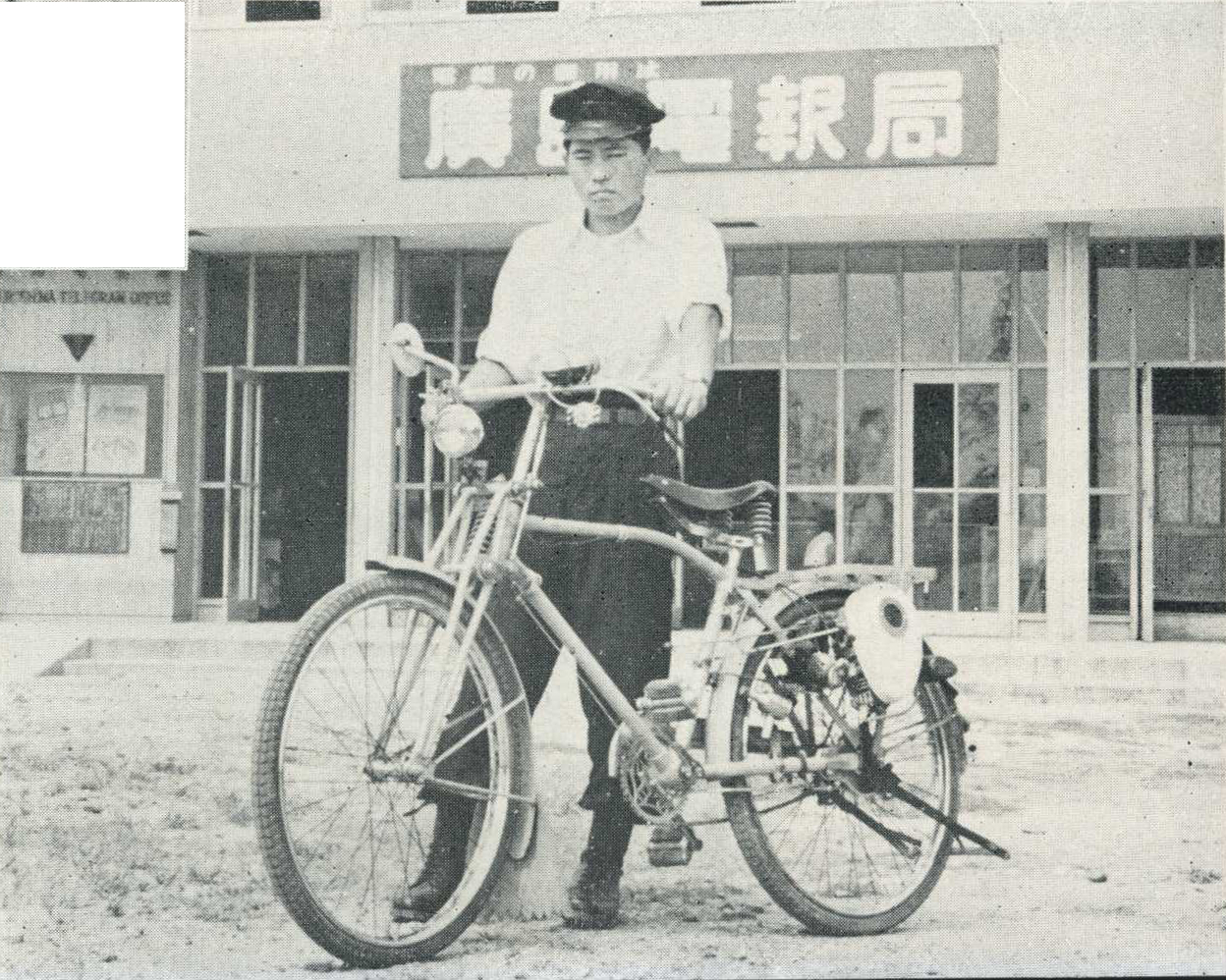
1950年代の電報配達人

電報電話局（でんぽうでんわきょく）は、過去に存在していた電気通信省、日本電信電話公社、日本電信電話株式会社（NTT）の地方機関。電話交換や電話の手続、電話（電報）料金の収受、電報の受付をしていた。

## 概要
逓信省時代から一部の大都市を除いて郵便局が電話業務を扱っていた。
電気通信省が独立すると各地で電報電話局が郵便局から独立したが、当初は郵便局と同居していた電報電話局や、なおも電話交換業務や電報受付業務を担っていた郵便局が多かった。
電電公社が発足して、自動交換機化をした電報電話局から局舎の独立が進んだが、公社発足後も、農林漁村を中心に電電公社からの受託で磁石手動式の電話交換業務や電報受付業務を行っていた郵便局が多かった。しかし、自動交換機化の進捗と共に1970年代後半までに郵便局への電話業務の委託は減少し、農林漁村でも独立した局舎を持つ電報電話局もしくは電話局が建つようになった。

### 電電公社の民営化にあたり
1985年、電電公社が民営化されてNTTとなった後も電報電話局は残ったが、1989年、各地の電報電話局は「支店・営業所」と改称された。
その後、20世紀末までに中小市町村の営業所の統廃合、21世紀になって県庁所在地や主要都市以外の支店、営業所の統廃合が相次いだ。これに伴い、支店・営業所も「ビル」、「電話交換所」と名称を変え、電話加入業務を集約・合理化したり、通話料金を収受するコンビニエンスストアを増加させている。

### 現況
2020年現在、料金支払などを取り扱う営業窓口は存在しない（群馬県高崎市の群馬支店が最後の営業窓口になっていたが、2013年3月29日をもって閉鎖され、営業窓口は全て廃止）。つまり、電報電話局（及び後身の窓口業務を扱う支店・営業所）は電話交換以外の役割を終えたことになる。
かつて電報電話局のあった場所は、NTTグループの関連会社、特に電話工事会社が使用しているケースが多く、中小市町村では常時は無人となったところも多い。